# Nieuport-Delage Ni-D.30
Der Doppeldecker-Transporter Nieuport-Delage Ni-D 30TI nahm im Frühjahr 1920 bei der von Nieuport unterhaltenen Compagnie Generale Transaerienne den Einsatz auf der Strecke Paris-London auf.

## Entwicklung und Einsatz
Der Pilot saß in einem offenen Cockpit hinter dem Sunbeam-Matabele-Motor mit 350 PS (257 kW), hinter ihm die Kabine für vier Passagiere. Insgesamt wurden sieben Ni-D 30T1 gebaut, die zweimal täglich nach London und zurück flogen, bis am 27. April 1920 eine Maschine (F-CGTY) im dichten Nebel über dem Ärmelkanal vermisst wurde. Die übrigen Maschinen wurden daraufhin mit einem primitiven, akustisch arbeitenden Leitsystem ausgerüstet, das von A. W. Loth entwickelt worden war. Eine Ni-D 30T2, eine Ableitung der Ni-D 30T1 in Anderthalbdecker-Konfiguration mit einem Darracq-12A-Motor mit 420 PS (309 kW) unternahm ihren Erstflug am 23. März 1921. Bei den Tests zeigten sich jedoch schwerwiegende Probleme und die Entwicklung wurde abgebrochen. Die Höchstgeschwindigkeit der Ni-D 30Tl betrug 172 km/h; die Ni-D 30T2 mit bis zu sieben Passagieren war nur wenig langsamer.

## Technische Daten

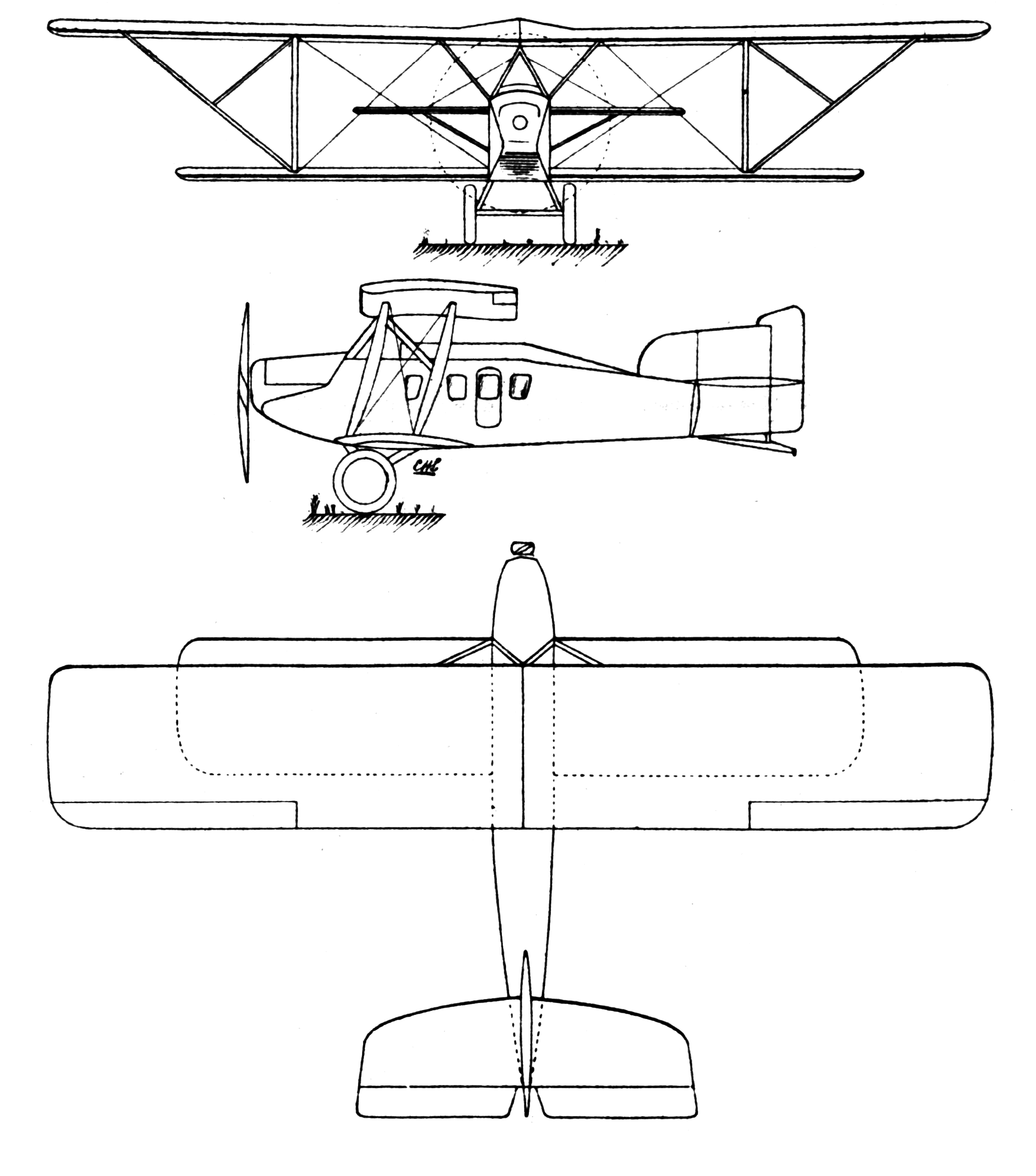
Dreiseitenansicht

| Kenngröße             | Daten (NiD 30T1)                         |
| --------------------- | ---------------------------------------- |
| Besatzung             | 1                                        |
| Passagiere            | 4                                        |
| Länge                 | 10,80 m                                  |
| Flügelspannweite      | 13,20 m                                  |
| Flügelfläche          | 65,00 m²                                 |
| Höhe                  | 4,00 m                                   |
| Leermasse             | 1800 kg                                  |
| Startmasse            | 2680 kg                                  |
| Antrieb               | ein Sunbeam Matabele mit 350 PS (257 kW) |
| Höchstgeschwindigkeit | 172 km/h                                 |
| Reichweite            | 450 km                                   |
| Dienstgipfelhöhe      | 4000 m                                   |